# Bracigliano
Bracigliano is een gemeente in de Italiaanse provincie Salerno (regio Campanië) en telt 5363 inwoners (31-12-2004). De oppervlakte bedraagt 14,0 km², de bevolkingsdichtheid is 373 inwoners per km².

## Demografie
Bracigliano telt ongeveer 1769 huishoudens. Het aantal inwoners steeg in de periode 1991-2001 met 2,4% volgens cijfers uit de tienjaarlijkse volkstellingen van ISTAT.
| Jaar | Inwoneraantal |
| ---- | ------------- |
| 1991 | 5105          |
| 2001 | 5230          |

## Geografie
Bracigliano grenst aan de volgende gemeenten: Forino (AV), Mercato San Severino, Montoro Inferiore (AV), Quindici (AV), Siano.